# Sogaten
Sogaten is een bestuurslaag in het regentschap Madiun van de provincie Oost-Java, Indonesië. Sogaten telt 3305 inwoners (volkstelling 2010).